# Engelger
Engelger est un prénom masculin breton[réf. nécessaire]. 
Il fait référence au Bienheureux Engelger. 
Il se fête le 22 janvier. 